# Mario dell'Arco
Mario dell'Arco (Roma, 12 marzo 1905 – Roma, 3 aprile 1996) fu lo pseudonimo utilizzato dall'architetto italiano Mario Fagiolo per la sua attività da poeta.

## Biografia
Mario Fagiolo nasce a Roma, in via dell'Orso da genitori castellani, il padre di Genzano e la mamma di Marino. Inizia la scuola a sei anni presso le suore tedesche di San Basilio (piazza Barberini), in un istituto oggi inesistente. L'anno successivo va dalle suore inglesi in via di San Sebastianello (Villa Medici) e, come lo stesso poeta ci dice: «Dal prematuro contatto con lingue forestiere nasce la mia nausea e, nell'affabulare poesie, la scelta del romanesco».
Inizia così, a «scribacchiare versi” in «una favella che suona dolcissima sulle labbra di mia madre: mi offre in un piatto d'argento il vocabolo ghiotto, la similitudine colorita, l'iperbole pingue». Nel 1923 gli viene pubblicato il primo sonetto Li manichini sul giornaletto L'Amico Cerasa diretto da Nino Ilari (poeta e paroliere).
Studierà architettura, pur rimanendogli «tutta quanta la passione» per la poesia e il dialetto.
Come architetto, insieme a Mario Ridolfi ed il Mellucci Luigi  progettò l'Edificio postale di Roma Nomentano, opera che viene ritenutaː "pregevole testimonianza dell'architettura razionalista degli anni trenta" e la fontana dello Zodiaco, in piazza Tacito a Terni, con i mosaici di Corrado Cagli.
Nel 1927  ottiene un ottimo successo, infatti «nella grandiosa audizione che si svolse nel 1927... è con un vero trionfo che vennero accolte... due canzoni scritte da Mario Fagiolo e musicate da Fortunato Lay». Le canzoni erano Pupo Biondo e Ninna Azzurra. Nel 1938 dall'unione con Anna Maria Manmano, nasce il primo figlio Maurizio, che però muore ad un anno, dramma questo che si percepisce in alcune poesie, intrise di una malinconia e di una tristezza come solo una perdita di un figlio può dare. Nasceranno negli anni successivi un secondo Maurizio (1939 - 2002) e Marcello (1941). Lo stesso dell'Arco fa notare il segno della “emme” nella scelta dei nomi dei figlioli.
Durante la seconda guerra mondiale, è con la famiglia in Umbria, sfollato a Cannara (PG). Qui scriverà moltoː «Niente più sonetti. Poesie brevi, quasi epigrammi, endecasillabi alternati ai settenari». Tornato a Roma ricomincia a lavorare da architetto, però la passione poetica è più forte. Ci racconta lui stesso cheː «Un architetto-poeta lascia perplesso anche il cliente meno ammaliziato. I poeti fanno castelli in aria, mentre i castelli terreni debbono avere buone fondamenta. Mi sembra opportuno usare uno pseudonimo. Nasce quindi l'idea di collegare lo pseudonimo alla mia professione. Architetto, arco: Mario dell'Arco».
Pubblicò nel corso della sua lunga vita una cinquantina di libretti di poesie, ideò alcune pubblicazioni come "Il Belli", "Il nuovo Belli" e "Il nuovo Cràcas" - dal noto giornale romano, edito dal 1716 in poi, dal nome della famiglia di stampatori Cràcas, e altre riviste.
Nel 1952 venne conosciuto da un più vasto pubblico, collaborando con Pier Paolo Pasolini all'antologia Poesia dialettale del Novecento, per i tipi di Guanda.
Fu a lui che si rivolse Carlo Emilio Gadda come "professore di romanesco" per rendere più veritiero il suo "Pasticciaccio brutto de via Merulana" in vista della sua pubblicazione nel 1957.
Molti sono i pareri su di lui e tutti lusinghieri. Scrive Antonello Trombadori: «Una lingua che non sia verniciata di dialetto ma di dialetto nutrita e, perciò, nel dialetto interamente immersa, immedesimata e rigenerata, proprio nella misura in cui se ne fa più monda e più affrancata. E questo è Dell'Arco». Dante Maffia scrive: «È stato il primo poeta dialettale romano che si è aperto all'ermetismo, alle nuove esigenze della poesia contemporanea senza disdegnare la poesia vernacolare. Un poeta con una profonda vita interiore e una forte sensibilità, egli espresse vigorosamente le modulazioni del suo spirito alquanto crepuscolare, da cui nacquero le sue opere migliori». E, poi, viene inserito «nello scelto manipolo dei poeti della letteratura italiana senza aggettivi, e senza limitazioni di tempo» (Pietro Gibellini).
Ha scritto recentemente Roberto Damiani su "Vita Ciociara" nella rubrica "Contemplando Roma": «Alcuni critici sostengono che Mario dell'Arco ha nella storia letteraria del '900 un posto di diritto fra Saba e Ungaretti, altri scoprono nella sua produzione lontani echi del crepuscolare Corazzini, noi più spontaneamente con Sciascia amiamo convenire che Mario dell'Arco è il petalo più profumato e moderno del fiore della poesia romanesca».

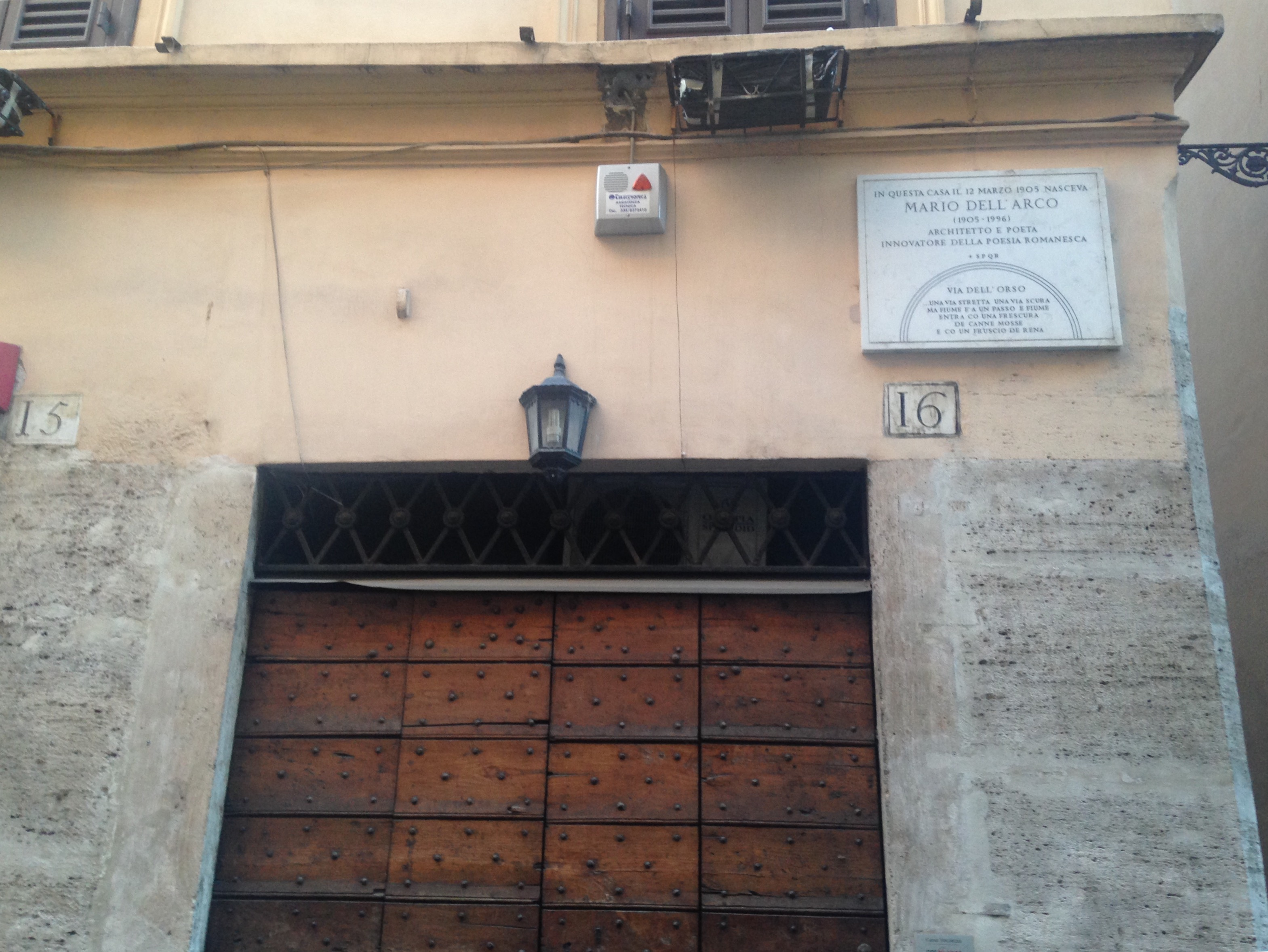
Roma, via dell'Orso, 16: memoria di Mario dell'Arco sulla casa di nascita

È morto a Roma il 3 aprile 1996. Aveva avuto, l'anno precedente, una sua grande soddisfazione con la concessione della cittadinanza onoraria a Genzano di Roma (o come lo stesso poeta amava chiamare Genzano dell'infiorata) il paese del padre e in cui si era ritirato da poco. Riposa insieme ai suoi cari in quel cimitero nella tomba da lui stesso progettata.

## Centenario
In occasione del centenario della nascita del Poeta, numerose manifestazioni in suo onore si sono svolte a Roma.
La prima celebrazione e presentazione dell'Opera Omnia è avvenuta in via Casilina 5/l Roma, presso la Sede Accademica del Centro Culturale Giuseppe Gioachino Belli, Accademia d'Arte e Cultura, Istituzione del Comune di Roma e della Regione Lazio, il 31 marzo 2005, con una conferenza tenuta dal Prof. Giuseppe Renzi, a cui hanno partecipato il figlio del Poeta, Prof. Marcello Fagiolo, la Dr.a Carolina Marconi, e il Dr. Franco Onorati. Il Centro Culturale Giuseppe Gioachino Belli ha anche progettato, finanziato e realizzato, con l'ausilio dell'Ufficio Filatelico delle Poste Italiane, il Francobollo e l'Annullo Speciale con l'immagine dell'autore, qui in calce alla pagina.
Presso il Centro di Studi sulla Cultura e l'Immagine di Roma, che detiene il suo archivio personale, è stato costituito un Fondo Mario dell'Arco, d'intesa con la Fondazione Marco Besso (che ha ricevuto parte del suo fondo librario), l'Istituto nazionale di studi romani e il Centro studi Giuseppe Gioachino Belli, con il patrocinio dei Comuni di Roma, Ariccia, Frascati, Genzano e Marino.
Le iniziative promosse: la pubblicazione del volume che raccoglie Tutte le poesie romanesche, a cura di Carolina Marconi, con prefazione di Pietro Gibellini (Gangemi editore). Presso la Fondazione Besso si è tenuto un convegno in suo onore. Nella sede dell'Istituto Nazionale di Studi Romani si è tenuta l'esposizione «La Roma di Mario dell'Arco: poesia&architettura». Un DVD con canzoni e poesie, dopo la serata che concludeva le celebrazioni, al Teatro Valle di Roma. Le giornate celebrative «Mario dell'Arco e i Castelli Romani», tenute a Genzano, dove a lungo soggiornò il poeta, e Ariccia.
A conclusione degli eventi dedicati al Centenario, l'8 maggio 2009 è stata inaugurata la targa toponomastica con l'intestazione del Largo Mario dell'Arco nei giardini di Castel Sant'Angelo, ed è stata collocata la targa commemorativa sulla casa natale dell'artista, in via dell'Orso, angolo via del Leuto.

## Studi
- Tutte le poesie romanesche (1946-1995), Gangemi editore, Roma 2005. Edizione e apparati a cura di Carolina Marconi. Prefazione di Pietro Gibellini, postfazione di Franco Onorati.
- Roma di Mario dell'Arco: poesia & architettura, a cura di Marcello Fagiolo dell'Arco e Carolina Marconi, Gangemi editore, Roma 2005. Catalogo della mostra, Roma (Fondazione Marco Besso, 4-28 ottobre 2005; Istituto Nazionale di Studi Romani, 13 dicembre 2005 -18 febbraio 2006). Scritti di M. Fagiolo dell'Arco, C. Marconi, F. Onorati, M. Luisa Neri, M.di Puolo, C. Rendina, U. Onorati, A. Colazza.
- Studi su Mario dell'Arco, a cura di Franco Onorati e Carolina Marconi, Gangemi editore, Roma 2006 (d'intesa con Centro Studi G.G. Belli e Fondazione Marco Besso). Atti del convegno (Roma, Fondazione Marco Besso, 4 ottobre 2005). Saggi di P. D'Achille, A. Colazza, C. Costa, M. Fagiolo dell'Arco, L. Felici, P. Gibellini, M. Mancini, C. Marconi, F. Onorati, G. Pinotti, V. Rivosecchi, L. Serianni.
- Carolina Marconi, Tre lettere inedite di Virgilio Giotti a Mario dell'Arco, in “Letteratura e dialetti”, Rivista internazionale, Pisa-Roma, anno I, 2008.
- Carolina Marconi, Hai letto Marziale e hai scritto Dell'Arco. Mario dell'Arco traduttore e tradotto, in Per Muzio. Scritti in onore di Muzio Mazzocchi Alemanni, a cura di F. Onorati, Il Cubo, Roma 2009.
- Franco Onorati, Pasolini e l'inchiesta dialettale del 1952-53, in “Letteratura e dialetti”, Rivista internazionale, Pisa-Roma, anno II, 2009 (con riferimenti alle riviste di poesia dialettale dirette da Mario dell'Arco negli anni Cinquanta).
- Carolina Marconi, Poesie inedite di Mario dell'Arco, in “Letteratura e dialetti”, Rivista internazionale, Pisa-Roma, anno III, 2010.
- Carolina Marconi, Gianfranco Contini - Mario Dell'Arco. Il carteggio (1946-1949), in “Ermeneutica letteraria”, Rivista internazionale, Pisa-Roma, volume VII, 2011.